# 小行星9193
小行星9193（9193 Geoffreycopland）是一颗绕太阳运转的小行星，为主小行星带小行星。该小行星于1992年3月10日发现。
小行星9193以英國物理學家傑佛瑞·科普蘭命名。

## 轨道参数
小行星9193的轨道半长轴为2.6059283 UA，离心率为0.145。